# 拓南製鐵
拓南製鐵株式会社（たくなんせいてつ）とは、沖縄県において鉄鋼業を営む企業であり、沖縄県唯一の電気炉メーカーである。鉄筋コンクリート用棒鋼、高強度異形棒鋼、ネジ節棒鋼、溶融亜鉛めっき鉄筋、溶接閉鎖型せん断補強筋、異形コイル、バーインコイル、石灰を製造・販売している。
2016年度沖縄県内企業売上ランキングで57位（同年度沖縄県内企業利益ランキング40位）、2015年度沖縄県内企業売上ランキングで59位（同年度沖縄県内企業利益ランキング28位）である。
拓南製鐵株式会社を中核にグループ企業9社で拓伸会（拓南グループ）を構成している。

## 成り立ち
1953年12月、古波津清昇は拓南商事株式会社を設立し、スクラップを沖縄県外へ輸出（当時はアメリカ統治下）していた。当時の沖縄は太平洋戦争沖縄戦にて建築物が壊滅的に消失しており、県民は米軍支給のテントや木造の戦災復興住宅に住んでいた。しかし、台風襲来のたびに倒壊し、人身共に甚大な被害を受けていた。古波津清昇は、県民が安心して生活できる鉄筋コンクリート建築を推進しなければならないと考え、スクラップを原料に鉄筋を生産することを決意した。

## 事業所
- 本社・中部事業所－沖縄県沖縄市海邦町3-26
- 石灰工場－沖縄県名護市字安和2656-2
- 福岡営業所－福岡県福岡市博多区博多駅前1-4-4　JPR博多ビル4F
- 鹿児島営業所－鹿児島県鹿児島市谷山港2-25

## 沿革
- 1956年 6月 - 前身である拓南伸鉄株式会社を那覇市壺川にて設立。社是「拓鐵興琉」を制定。
- 1959年 1月 - 拓南製鐵株式会社に社名変更。
- 1961年 9月 - 沖縄県初の電気炉を導入。
- 1971年 6月 - 新生「拓南製鐵株式会社」を設立し、旧「拓南製鐵株式会社」は拓南興産株式会社（現 拓南産業株式会社）に社名変更。
- 1977年 9月 - 浦添工場の操業開始（翌年7月に壺川工場を閉鎖し、全面移転）
- 1984年10月 - 中城伊舎堂工場（現 拓南製作所株式会社）を設置。
- 1995年 2月 - 拓南産業により石灰工場を設置。（2006年9月に拓南製鐵へ移管された）
- 1995年 4月 - 浦添工場を移転し、新中城工場の本格操業開始。

## グループ企業
- 拓南本社株式会社
- 拓南商事株式会社
- 拓南製作所株式会社
- 株式会社西原グリーンセンター
- 拓伸商事株式会社（大阪）
- 拓伸商事株式会社（福岡）
- 株式会社薩南物産
- 拓鐵事業協同組合